# Official Monster Raving Loony Party
O Official Monster Raving Loony Party (OMRLP) é um partido político zoado do Reino Unido fundado em 1982 pelo músico David Sutch, também conhecido como "Screaming Lord Sutch, 3rd Earl of Harrow", ou simplesmente "Lord Sutch". É notável por seus ideais bizarros e cômicos, e existe para satirizar a política britânica e se oferecer como uma alternativa para eleitores de protesto, especialmente em distritos eleitorais onde é improvável que o partido que detém um assento seguro o perca.
O OMRLP se distingue por ter um manifesto deliberadamente bizarro, que contém coisas que parecem impossíveis ou absurdas demais de implementar – geralmente para destacar o que eles veem como absurdos da vida real. Apesar de sua natureza satírica, algumas das coisas que apareceram nos manifestos do Loony se tornaram lei, como "passaportes para animais de estimação", abolição de licenças para cães e aberturas de bares durante todo o dia.
Os Loonies geralmente apresentam o maior número possível de candidatos nas eleições gerais do Reino Unido, alguns (mas não todos) sob nomes ridículos que adotaram por meio de votação. O próprio Sutch se opôs aos três principais líderes do partido (John Major, Neil Kinnock e Paddy Ashdown) nas eleições gerais de 1992. Os candidatos parlamentares têm que pagar seu próprio depósito (que atualmente é de  500 libras esterlinas) e cobrir todas as suas despesas. Nenhum candidato do OMRLP conseguiu obter os 5% dos votos populares necessários para reter seu depósito, mas isso não impede as pessoas de se levantarem. Sutch chegou mais perto com 4,1% e mais de mil votos na eleição de Rotherham de 1994, enquanto Stuart Hughes ainda detém o recorde de maior número de votos para um candidato do partido em uma eleição parlamentar, com 1.442 na eleição geral de 1992 no Assento de Honiton no leste de Devon. A votação mais alta de todos os tempos foi do comediante Danny Blue, que garantiu 3.339 votos nas eleições europeias de 1994 sob o pseudônimo de "John Major". Bamford também atuou como agente eleitoral do Partido Corretivo rival de Lindi St Clair e foi um ex-associado próximo de Stuart Hughes.